# Баимова, Юлия Айдаровна
Ю́лия Айда́ровна Баи́мова (род. 1987) — российский учёный-физик, доктор физико-математических наук, профессор РАН (2018).

## Профессиональная биография
Окончила Уфимский государственный авиационный технический университет (УГАТУ, 2004—2010, инженер-физик, диплом с отличием) и аспирантуру Института проблем сверхпластичности металлов РАН, Уфа (2010—2014).
Трудовая деятельность:
- 2008—2015 лаборант, стажёр-исследователь, младший научный сотрудник, научный сотрудник Института проблем сверхпластичности металлов РАН, Уфа;
- 2012—2014 научный сотрудник Наньянского технологического университета (англ. Nanyang Technological University, кит. 南洋理工大學), Сингапур;
- 2015—2018 — старший, ведущий научный сотрудник Института проблем сверхпластичности металлов РАН;
- 2015—2017 — старший научный сотрудник Института физики металлов им. М. Н. Михеева УрО РАН, Екатеринбург
- с 2018 — ведущий научный сотрудник Института проблем сверхпластичности металлов РАН;
- с 2017 — профессор кафедры физики и технологии наноматериалов, Физико-технический институт, Башкирский государственный университет, Уфа.

Докторская диссертация: «Структура и физические свойства наноматериалов на основе графена» на соискание ученой степени доктора физико-математических наук по специальности 01.04.07 — физика конденсированного состояния. Защищена 3 ноября 2016 г.
Весной 2018 года избрана профессором Российской академии наук.

## Научные интересы и достижения
Область деятельности: пластическая деформация, дефекты кристаллического строения, графен, технология упругих деформаций, молекулярная динамика, наноматериалы, объемные углеродные материалы, алмазоподобные структуры, механические свойства, ауксетики.
При участии Ю. А. Баимовой
- был выполнен цикл работ, посвященных изучению структуры и свойств графена и наноматериалов на его основе, а также разработке методов управления их свойствами посредством внешних воздействий;
- изучался широкий спектр квазидвумерных и трёхмерных наноматериалов на основе графена, были найдены их устойчивые конфигурации, проанализировано изменение свойств под действием температуры и деформаций;
- разработана модель для расчёта теплопроводности двумерных и квазидвумерных углеродных наноматериалов;
- развита методика управления свойствами графена и материалов на его основе посредством приложения упругой/неупругой деформации.

## Научные публикации
По данным РИНЦ на 2018 год, Ю. А. Баимова являлась автором более 110 публикаций, суммарно процитированных свыше 1300 раз; индекс Хирша — 23.
Учебное пособие:
- Мулюков Р. Р., Баимова Ю. А. Углеродные наноматериалы: учебное пособие. Уфа: РИЦ БашГУ, 2015. — 160 с.

Монография:
- Мулюков Р. Р., Баимова Ю. А. Графен, нанотрубки и другие углеродные структуры. М.: РАН, 2018. — 212 с. PDF Архивная копия от 23 сентября 2020 на Wayback Machine

Публикации:
- J.A. Baimova, S.V. Dmitriev, K. Zhou A.V. Savin. Unidirectional ripples in strained graphene nanoribbons with clamped edges at zero and finite temperatures. Phys. Rev. B. 2012. V. 86. N 3. P. 035427.
- J.A. Baimova, B. Liu, S.V. Dmitriev, N. Srikanth, K. Zhou. Mechanical properties of bulk carbon nanostructures: effect of loading and temperature. Phys. Chem. Chem. Phys. 2014. V. 16. P. 19505-19513
- B. Liu, R. Wu, J. A. Baimova, H. Wu, A. Wing-Keung Law, S. V. Dmitriev and K. Zhou. Molecular dynamics study of pressure-driven water transport through graphene bilayers. Phys. Chem. Chem. Phys. 2016. V. 18. P. 1886—1896
- J.A. Baimova, R.T.Murzaev, A.I.Rudskoy. Discrete breathers in graphane in thermal equilibrium. Physics Letters A. 2017. V. 381. N 36. P. 3049-3053.
- B. Liu, J. A. Baimova, C. D. Reddy, S. V. Dmitriev, W. Keung Law, X. Qiao Feng, K. Zhou. Interface thermal conductance and rectification in hybrid graphene/silicene monolayer. Carbon. 2014. V. 79. P. 236 −244,